# 모범형사
《모범형사》는 2020년 7월 6일부터 2020년 8월 25일까지 방송된 JTBC 월화 드라마이다.

## 기획의도
진실에 다가가려는 자와 은폐하려는 자들 간의 대결을 담은 리얼한 형사들의 세계를 그린 드라마

## 등장인물

### 주요 인물
- 손현주 : 강도창 역(45세) - 인천서부경찰서 강력 2팀, 강력팀 특유의 터프함과 의리로 무장한 18년 차 형사
- 장승조 : 오지혁 역(33세) - 냉철한 9년 차 강력팀 엘리트 형사
- 이엘리야 : 진서경 역(31세) - 정한일보 사회부 기자, 외압에 굴하지 않고 자신의 생각을 뚝심 있게 밀어붙이는 베테랑 기자
- 오정세 : 오종태 역(39세) - 지역 거부의 아들. 인천 투자 신탁 대표. 오지혁의 사촌 형
- 지승현 : 유정석 역(44세) - 정한일보 사회부장, 서경의 직장 상사

### 인천 서부경찰서 강력 2팀
- 손종학 : 문상범 역(50세) - 인천서부경찰서장, 전형적인 책임 회피형 인물로 온갖 수단과 방법을 동원해 승진해 지금의 자리에 오른 권력지향적인 인물
- 조희봉 : 우봉식 역(45세) - 인천서부경찰서 강력2팀장, 도창과 경찰 학교 동기
- 신동미 : 윤상미 역(39세) - 인천지방경찰청 청문담당관실 수사관, 계급 경위
- 양현민 : 남국현 역(43세) - 인천서부경찰서 강력 1팀장
- 차래형 : 권재홍 역(36세) - 인천서부경찰서 강력 2팀 형사
- 김지훈 : 변지웅 역(34세) - 인천서부경찰서 강력 2팀 형사
- 정순원 : 지만구 역(34세) - 인천서부경찰서 강력 2팀 형사
- 김명준 : 심동욱 역(28세) - 인천서부경찰서 강력 2팀 형사이자 막내

### 그 외 인물
- 조재윤 : 이대철 역(40세) - 사형수
- 이하은 : 이은혜 역(18세) (아역 : 김시은) - 이대철의 딸.
- 손병호 : 김기태 역(55세) - 前 인천지검장으로 능란한 처세술로 동기들 중 가장 빠르게 승진해 검사장을 달며 승승장구하는 듯했으나, 누군가의 음모로 여겨지는 어떠한 사건을 계기로 위기에 처하게 되고, 이를 벗어나기 위해 또 다른 계략을 펼치는 지력가로서의 캐릭터
- 조재룡 : 조성대 역(47세) - 기태의 수하
- 미상 : 조성기 역 - 전직 경찰 (가월교회 목사 : 김광훈 가명사용) 30여년 전 여대생(유정석 누나)을 성 고문하여 수배 중, 조성기의 친형
- 이상운 : 송광희 역 - 정한일보 사회부 기자
- 황태광 : 장진수 역 - 여대생 살인 사건 수사 중 살해된 형사
- 안시하 : 정유선 역 - 살인 사건 수사 중 순직한 진수의 아내
- 신재휘 : 박홍두 역 - 가출 팸 우두머리
- 천인서 : 장유나 역 - 은혜의 가출 팸 친구
- 백은혜 : 강은희 역 - 도창의 여동생
- 이승준 : 재웅 역 - 강은희 아들
- 박지환 : 강은희 전 부인, 재웅아빠
- 조승연 : 유정렬 역 - 유정석의 형. 인천 지역 4선 국회의원이자 차기 법무장관
- 김승현 : 주동팔 역 - 폭력 조직 인천 연안파 보스
- 김려은 : 윤지선 역 - 살해된 여대생
- 오정환 : 고준섭 역 - 살해된 윤지선 남자친구
- 천인서 : 장유나 역 - 은혜의 가출 팸 친구
- 정충구 : 이경호 역 - 오종태 폭행 갑질 피해자
- 이도국 : 정상일 역 - 이대철 재심 검사
- 마정필 : 남성환 역
- 이규호 : 건달 역
- 조준 : 조병길 역
- 김익태 : 오정수 회장 - 오종태 아버지 (목소리출연)

### 특별출연
- 신정윤 : 서 기자 역 (2회)
- 이현욱 : 박건호 역 - 비밀을 가진 전도사
- 박지환 : 김상수 역 - 은희 전 남편

## 시청률
최저 시청률과 최고 시청률은 시청률 조사회사와 지역별로 시청률에 차이가 있을 수 있습니다.
| 2020년 | 2020년   | 2020년         | 2020년       | 2020년 |
| 회차   | 방송일   | AGB 시청률     | AGB 시청률   |        |
| 회차   | 방송일   | 대한민국(전국) | 서울(수도권) |        |
| ------ | -------- | -------------- | ------------ | ------ |
| 제1회  | 7월 6일  | 3.897%         | 4.584%       |        |
| 제2회  | 7월 7일  | 3.775%         | 4.662%       |        |
| 제3회  | 7월 13일 | 4.178%         | 5.162%       |        |
| 제4회  | 7월 14일 | 4.821%         | 5.721%       |        |
| 제5회  | 7월 20일 | 4.306%         | 5.153%       |        |
| 제6회  | 7월 21일 | 4.380%         | 5.381%       |        |
| 제7회  | 7월 27일 | 4.811%         | 5.454%       |        |
| 제8회  | 7월 28일 | 5.148%         | 6.323%       |        |
| 제9회  | 8월 3일  | 5.852%         | 6.665%       |        |
| 제10회 | 8월 4일  | 6.372%         | 7.442%       |        |
| 제11회 | 8월 10일 | 6.341%         | 7.474%       |        |
| 제12회 | 8월 11일 | 6.847%         | 8.267%       |        |
| 제13회 | 8월 17일 | 6.510%         | 7.805%       |        |
| 제14회 | 8월 18일 | 6.955%         | 8.365%       |        |
| 제15회 | 8월 24일 | 7.609%         | 9.106%       |        |
| 제16회 | 8월 25일 | 7.469%         | 8.464%       |        |

## 편성 변경
원래 4월 27일에 방영예정 이었다. 하지만 코로나 19의 여파로 7월로 방영이 미뤄지면서 《야식남녀》가 대체 편성되었다.

## 참고 사항
- 본 드라마는 픽션이며, 실제와 관련 없음을 밝힌다.
- 본 화면은 레터박스로 구성되었다.

## 동시간대 드라마
- KBS 월화드라마

《그놈이 그놈이다》 (2020년 7월 6일 ~ 2020년 9월 1일)
- MBC 월화드라마

《저녁 같이 드실래요?》 (2020년 5월 25일 ~ 2020년 7월 14일)
- tvN 월화드라마

《(아는 건 별로 없지만) 가족입니다》 (2020년 6월 1일 ~ 2020년 7월 21일)

## 같이 보기
- 대한민국의 텔레비전 드라마 목록 (ㅁ)
- 2020년 대한민국의 텔레비전 드라마 목록